# Guarantã do Norte
Guarantã do Norte est une municipalité brésilienne située dans l'État du Mato Grosso.